# پیتر رایت (تنیس‌باز)
 پیتر رایت (انگلیسی: Peter Wright؛ زاده ۸ دسامبر ۱۹۶۳) یک تنیس‌باز اهل ایالات متحده آمریکا است.